# 阿尔缅·萨尔基相
阿尔缅·瓦爾丹尼·萨尔基相（羅馬化：Armen Vardani Sargsyan，1953年6月23日—），亚美尼亚政治人物、教授，曾擔任亚美尼亚总理和第四任总统。他和曾任總統的谢尔日·萨尔基相、曾任總理的季格兰·萨尔基相三人彼此並無親戚關係。

## 政治生涯
当亚美尼亚在1991年9月21日从前苏联加盟国中独立的時候，阿尔缅·萨尔基相在剑桥大学担任教授。1991年至1995年，他出任亚美尼亚驻英国伦敦的大使；从1996年11月4日到1997年3月20日，担任亚美尼亚总理。
2015年12月，亚美尼亚将国家政体由半总统共和制改为议会制，由总理掌握国家权力，总统为国家元首，成为礼仪性职务。2018年，执政的亚美尼亚共和党提名阿尔缅⋅萨尔基相为总统候选人。3月2日，亚美尼亚国民议会以90票赞成、10票反对的结果，选举阿尔缅⋅萨尔基相为第四任总统，萨尔基相于4月9日正式宣誓就任总统，任期7年。之後，他成為欧亚众议院国际（Eurasia House International）董事之一。

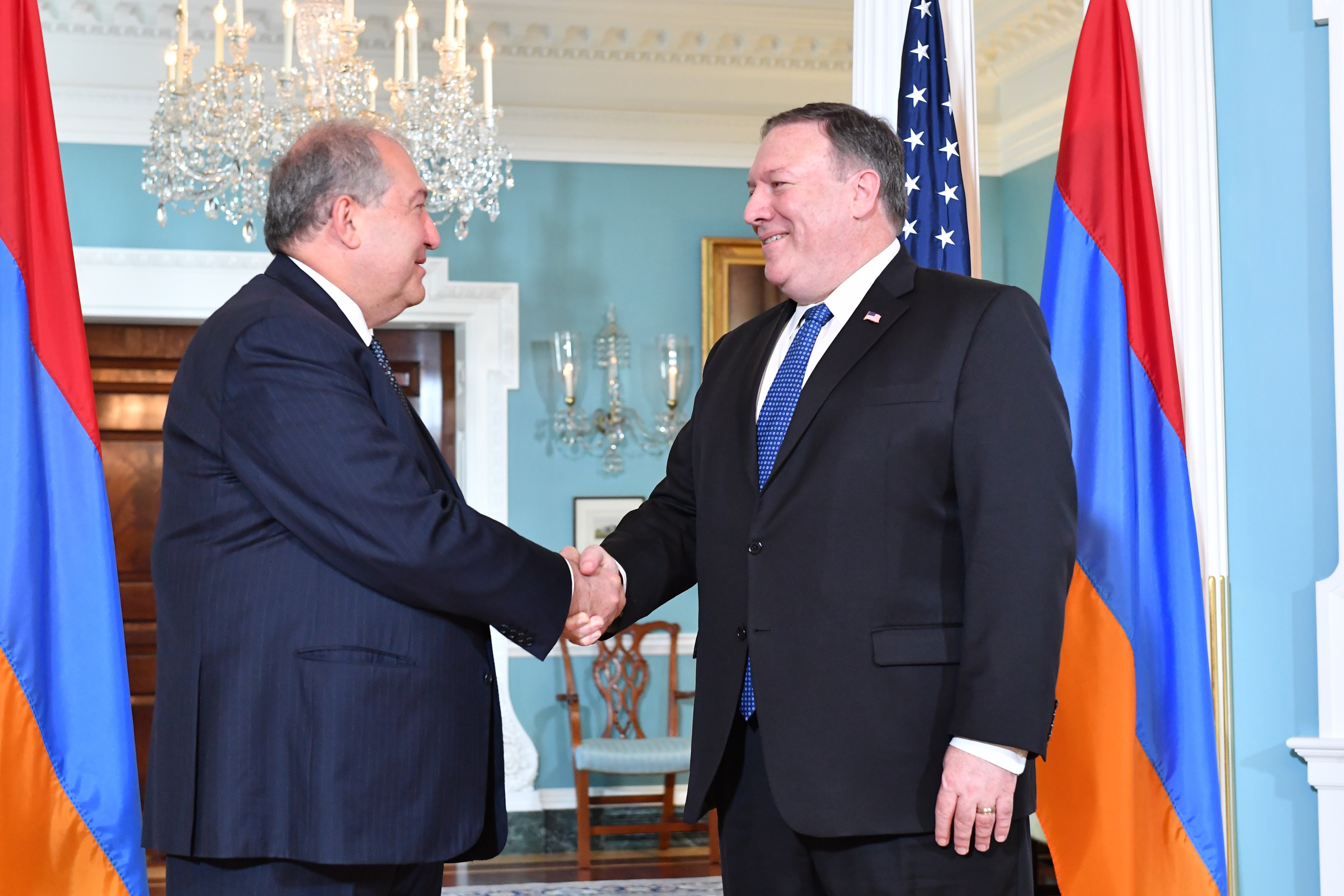
2018年6月29日萨尔基相与美国国务卿迈克·蓬佩奧会面